# پیمایش اختلاف منظر
پیمایش اختلاف منظر یا پیمایش با اختلاف دید روشی در گرافیک رایانه ای است که در آن تصاویر پس زمینه با کندی بیشتری نسبت به تصاویر پیش زمینه از جلوی دوربین عبور می‌کنند و در یک صحنه فاصله ۲ بعدی خطای ادراکی ایجاد می‌کند این تکنیک از تکنیک دوربین چند صفحه ای استفاده می‌شود که از دهه ۱۹۳۰ در انیمیشن سنتی پیمایش اختلاف منظر در بازی‌های رایانه ای و گرافیکی ۲ بعدی رایانه ای توسط بازی‌های سرگرم‌کننده Moon Patrol و Jungle Hunt هر دو در سال ۱۹۸۲ منتشر شد. برخی از پیمایشهای اختلاف منظر قبلاً توسط بازی پرش به اشکال ۱۹۸۱ استفاده شده بود.
پیمایش با اختلاف دید با معرفی بازی‌های ویدیویی در اوایل دهه ۱۹۸۰ در گرافیک رایانه ای ۲ بعدی محبوب شد. برخی از پیمایش‌های اختلاف دید در بازی ویدیویی بازی پرش باگ (۱۹۸۱) استفاده شد. در حالی که آسمان پرستاره شب ثابت است و ابرها به آرامی حرکت می‌کنند و عمق را به مناظر می‌بخشند، از شکل محدودی از پیمایش یا اختلاف دید با پیمایش صحنه اصلی استفاده می‌کند. سال بعد، بازی Moon Patrol (1982) یک شکل کامل از پیمایش اختلاف منظر را پیاده‌سازی کرد، با سه لایه پس زمینه جداگانه که هر کدام با سرعت‌های متفاوتی صفحه را پیمایش می‌کردند و به این صورت فواصل گوناگون را شبیه‌سازی کرد. اغلب، اعتبار محبوب سازی پیمایش با اختلاف دید به بازی Moon Patrol داده می‌شود. بازی Jungle Kung (1982)، که بعدها Jungle Hunt نامیده شد، همچنین دارای پیمایش اختلاف منظر بود، و یک ماه پس از Moon Patrol در ژوئن ۱۹۸۲ منتظر شد.
چهار روش اصلی پیمایش اختلاف منظر وجود دارد که در عناوین مربوط به صفحه سیستم بازی، کنسول بازی ویدیویی و سیستم‌های رایانه ای شخصی استفاده می‌شود.

### روش لایه ای
بعضی از سیستم‌های نمایش از چندین لایه پس زمینه پشتیبانی می‌کنند که می‌توانند به صورت مستقل در جهت افقی و عمودی پیمایش شوند و با شبیه‌سازی دوربین چند صفحه ای، روی یکدیگر ترکیب شوند. در چنین سیستم نمایش، یک بازی می‌تواند با تغییر موقعیت هر لایه با مقدار متفاوت در یک جهت، اختلاف دید ایجاد کند. تصور می‌شود لایه‌هایی که با سرعت بیشتری حرکت می‌کنند به دوربین مجازی نزدیکتر هستند. به دلایل مختلف مانند ایجاد ابعاد بیشتر، پنهان کردن برخی از عملکردهای بازی یا منحرف کردن بازیکن، می‌توان لایه‌ها را در مقابل زمین بازی قرار داد - لایه حاوی اشیایی که بازیکن با آنها تعامل دارد.

### روش Sprite (بلوکی ازپیکسل‌ها)
برنامه نویسان همچنین ممکن است در صورت موجود بودن در سیستم نمایش، لایه‌های شبه sprites - اجسام متحرک قابل کنترل بصورت جداگانه که توسط سخت‌افزار در بالای یا پشت لایه‌ها کشیده شده‌اند، ایجاد کنند. به عنوان مثال بازی Star Force، یک تیرانداز رو به پایین به صورت عمودی برای NES(سیستم سرگرمی نینتندو)، این را برای پس زمینه ستاره ای خود استفاده کرد، و بازی Final روش برای لایه چسبیده به زمین اصلی بازی استفاده کرد.
رایانه Amiga دارای بلوک‌هایی از پیسکل هاست که می‌توانند هر ارتفاعی داشته باشد و به صورت افقی با هم پردازنده مس به صورت افقی تنظیم شوند، که آنها را برای این منظور ایده‌آل می‌کند.
بازی Risky Woods روی آمیگا از بلوک‌های پیکسلی چندگانه با مس استفاده می‌کند و یک لایه پس زمینه اختلاف منظر تمام صفحه به عنوان جایگزینی برای حالت زمین بازی دوگانه سیستم ایجاد می‌کند.
نمایشگرهای پیمایشی ساخته شده از کاشی‌های منفرد را می‌توان با متحرک سازی بیت مپ‌های کاشی‌های منحصر به فرد برای نشان دادن اثر اختلاف منظر، روی یک لایه پس زمینه تکرار «شناور» کرد. می‌توان از چرخه رنگی برای متحرک سازی سریع کاشی‌ها در کل صفحه استفاده کرد. این جلوه نرم‌افزاری توهم لایه دیگری (سخت‌افزاری) را ایجاد می‌کند. در بسیاری از بازی‌ها از این روش برای پیمایش در زمینه ستاره استفاده شده‌است، اما گاهی اوقات یک اثر پیچیده‌تر یا چند جهته به دست می‌آید، مانند بازی Parallax توسط Sensible Software.

### روش شطرنجی
در گرافیک‌های شطرنجی، خطوط پیکسل‌های یک تصویر معمولاً با کمی تأخیر (به نام فاصله خالی افقی) بین ترسیم یک خط و ترسیم خط بعدی، به ترتیب از بالا به پایین ترکیب و تجدید می‌شوند. بازی‌هایی که برای چیپست‌های گرافیکی قدیمی تر طراحی شده‌اند - مانند کنسول‌های بازی‌های ویدیویی نسل سوم و چهارم، بازی‌های مخصوص تلویزیون یا سیستم‌های دستی مشابه - از ویژگی‌های شطرنجی استفاده می‌کنند تا توهم لایه‌های بیشتری ایجاد کنند.
بعضی از سیستم‌های نمایش فقط یک لایه دارند. این سیستم‌ها شامل بیشتر سیستم‌های کلاسیک ۸ بیتی (مانند Commodore 64، Nintendo Entertainment System، Sega Master System، PC Engine / TurboGrafx-16 و Game Boy اصلی) هستند. بازی‌های پیچیده‌تر در چنین سیستم‌هایی معمولاً لایه را به نوارهای افقی تقسیم می‌کنند که هر کدام از آنها موقعیت و میزان پیمایش متفاوتی دارند. به‌طور معمول، نوارهای بالاتر از صفحه نمایش، چیزهای دورتر از دوربین مجازی را نشان می‌دهند یا یک نوار برای نمایش اطلاعات وضعیت در حالت ثابت قرار می‌گیرد. سپس برنامه منتظر خالی شدن سطح افقی می‌ماند و موقعیت پیمایش لایه را دقیقاً قبل از اینکه سیستم نمایشگر شروع به ترسیم هر خط اسکن کند، تغییر می‌دهد. این " جلوه شطرنجی " نامیده می‌شود و همچنین برای تغییر پالت سیستم برای ایجاد پس زمینه گرادیان مفید است.
برخی از سیستم عامل‌ها (مانند Commodore 64، Amiga , Sega Master System , PC Engine / TurboGrafx-16، Sega Mega Drive / Genesis، Super NES، Game Boy، Game Boy Advance و Nintendo DS) وقفه خالی افقی را برای تنظیم خودکار رجیسترها به‌طور مستقل از بقیه برنامه ارائه می‌دهند. موارد دیگر، مانند NES، نیاز به استفاده از کد زمان‌بندی سیکل دارند، که مخصوصاً نوشته شده‌است تا اجرای دقیقاً زمانی که تراشه ویدئو برای کشیدن یک خط اسکن طول می‌کشد، یا تایمرهای داخل بازی‌هایی با رام کارتریج که باعث ایجاد وقفه پس از تعداد مشخصی می‌شوند، طول می‌کشد. اسکن‌ها کشیده شده‌اند. بسیاری از بازی‌های NES از این روش برای ترسیم میله‌های وضعیت خود استفاده می‌کنند و Teenage Mutant Ninja Turtles II: The Arcade Game and Vice: Project Doom برای NES از آن برای پیمایش لایه‌های پس زمینه با نرخ‌های مختلف استفاده می‌کند.
تکنیک‌های پیشرفته تر شطرنجی می‌توانند جلوه‌های جالبی ایجاد کنند. اگر لایه‌هایی با رستر ترکیب شوند، یک سیستم می‌تواند به عمق میدان بسیار تأثیرگذاری دست یابد. بازی‌های Sonic the Hedgehog، Sonic The Hedgehog 2، ActRaiser , Lionheart و Street Fighter II به خوبی از این افکت استفاده کردند. اگر هر خط اسکن لایه خاص خود را داشته باشد، اثر مکان قطبی تولید می‌شود که یک جاده شبه 3D (یا یک زمین توپ شبه 3D مانند NBA Jam) بر روی یک سیستم 2D ایجاد می‌کند.
اگر سیستم نمایش علاوه بر پیمایش از چرخش و مقیاس گذاری پشتیبانی کند - تأثیری که به عنوان حالت ۷ معروف است - با تغییر عوامل چرخش و مقیاس گذاری می‌توان یک صفحه را ترسیم کرد (مانند F-Zero و Super Mario Kart) یا می‌تواند زمین بازی را به منظور ایجاد یک عامل چالش اضافی پیچ و تاب داد.
یکی دیگر از تکنیک‌های پیشرفته پیمایش سطر / ستون است که می‌توان ردیف‌ها / ستون‌های کاشی‌های صفحه را به صورت جداگانه پیمایش کرد. این تکنیک در تراشه‌های گرافیکی صفحات مختلف سیستم بازی Sega اجرا شده‌است..

## مثال

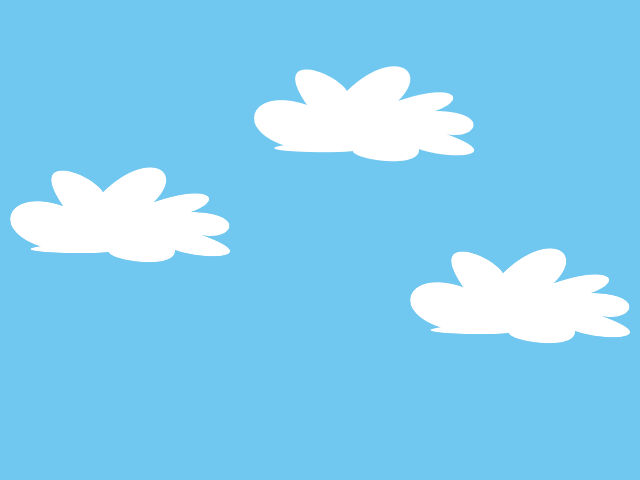
لایه ابر - بازگشت
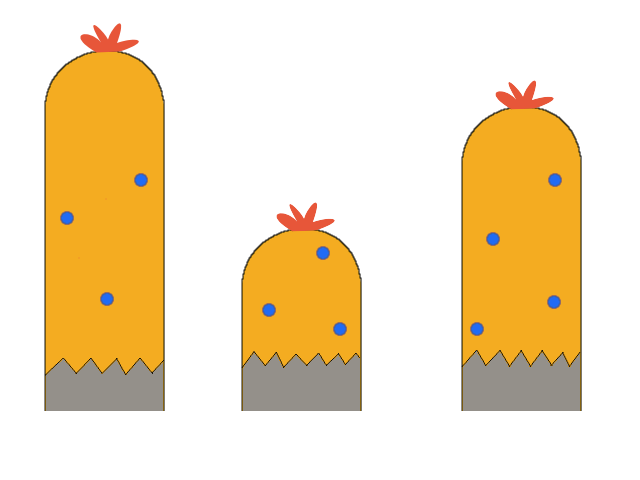
لایه پوشش گیاهی - میانه
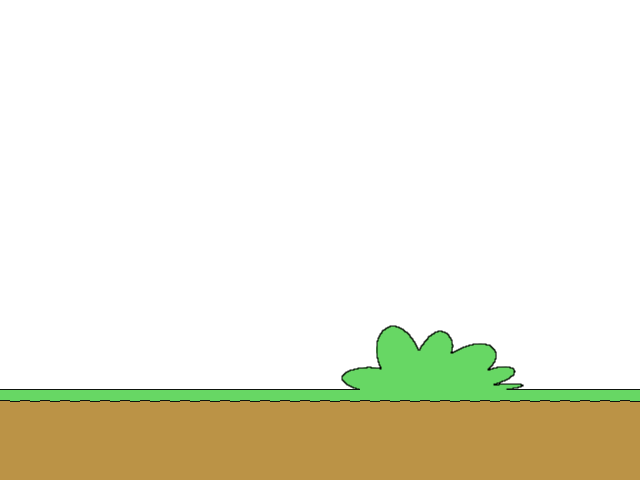
لایه زمینی - جلو
انیمیشن
پیمایش اختلاف منظر 2.5D در ساختمانهای شهر.

## پیمایش با اختلاف دید در طراحی وب
یکی از اولین پیاده‌سازی‌های پیمایش با اختلاف دید در مرورگر ایجاد شده و در یک پست وبلاگ توسط توسعه دهنده وب Glutnix در سال ۲۰۰۷ به ساخته و به اشتراک گذاشته شد، این شامل کد مثال و نسخهٔ نمایشی با استفاده از JavaScript و CSS2 بود. توسط اینترنت اکسپلورر و سایر مرورگرهای آن دوران پشتیبانی می‌شد. با این حال این تکنیک بعد از سال ۲۰۱۱ و معرفی HTML5 و CSS3 در بین طراحان وب رایج شد. حامیان از تکنیک معتقدند این یک روش ساده برای پذیرش سیال بودن وب است. طرفداران این تکنیک از تصاویر پس زمینه با اختلاف دید به عنوان ابزاری برای تعامل بهتر کاربران و بهبود تجربه کلی وب سایت استفاده می‌کنند. با این حال، یک مطالعه از دانشگاه پردو، که در سال ۲۰۱۳ منتشر شد، یافته‌های زیر را نشان داد: «... اگرچه پیمایش اختلاف منظر جنبه‌های خاصی از تجربه کاربر را افزایش می‌دهد، اما لزوماً تجربه کاربر را بهبود نمی‌بخشد».
- 2.5D
- پیمایش